# Призраки войны (фильм, 2020)
«Призраки войны» (англ. Ghosts of War) — фильм ужасов 2020 года, автор сценария и режиссёр Эрик Бресс. В главных ролях — Брентон Туэйтс, Тео Росси, Скайлар Эстин, Кайл Галлнер и Алан Ритчсон.

## Сюжет
В последние месяцы Второй мировой войны пяти американским солдатам приказано держать французский замок, ранее оккупированный нацистским командованием. Их назначение превращается в безумие, когда с группой начинают происходить необъяснимые события, поскольку их реальность превращается в извращённый кошмар, более страшный, чем что-либо, наблюдаемое на поле битвы.

## В ролях
| Актёр                    | Роль             |
| ------------------------ | ---------------- |
| Брентон Туэйтс           | Крис             |
| Тео Росси                | Кирк             |
| Скайлар Эстин            | Юджин            |
| Кайл Галлнер             | Тапперт          |
| Алан Ритчсон             | Бутч             |
| Шон Тоуб                 | мистер Хельвиг   |
| Билли Зейн               | доктор Энгель    |
| Лайла Банки              | миссис Хельвиг   |
| Калоян Христов           | мальчик Хельвиг  |
| Яница Михайлова          | Кристина Хельвиг |
| Александр Бехранг Кештар | Лидер            |

## Производство
В феврале 2017 года было объявлено, что Брентон Туэйтс сыграет главную роль в «Призраках войны», а Бресс снимет фильм по собственному сценарию. Д. Тодд Шеперд, Шелли Мэдисон, Джо Симпсон и Джордж Во выступят продюсерами фильма. Месяц спустя к фильму присоединились Скайлар Эстин, Тео Росси, Алан Ритчсон, Кайл Галлнер и Шон Тоуб.
Highland Film Group занимается международным прокатом фильма. Основные съёмки прошли в Софии, Болгария.

## Выпуск
Призраки войны были выпущены на DirecTV 18 июня 2020 года. Выпуск запланирован на цифровые кинопоказы, видео по запросу и в цифровом формате 17 июля 2020 года.

## Приём критиков
На сайте агрегатора отзывов Rotten Tomatoes фильм получил рейтинг одобрения 36 % на основе 33 отзывов, со средним рейтингом 4,75 / 10. Консенсус веб-сайта критиков гласит: « Призраки войны смешивают сверхъестественные ужасы и драму войны, чтобы создать запутанный коллаж, который доказывает, что некоторые ингредиенты лучше оставить отдельно». На Metacritic у фильма есть средневзвешенная оценка 38 из 100, основанная на 8 отзывах, указывая на «в целом неблагоприятные обзоры».